# حاز
حاز (به عربی: حاز) یک منطقهٔ مسکونی در یمن است که در استان صنعا واقع شده‌است.